# Bernard Legube
Pour les articles homonymes, voir Legube.

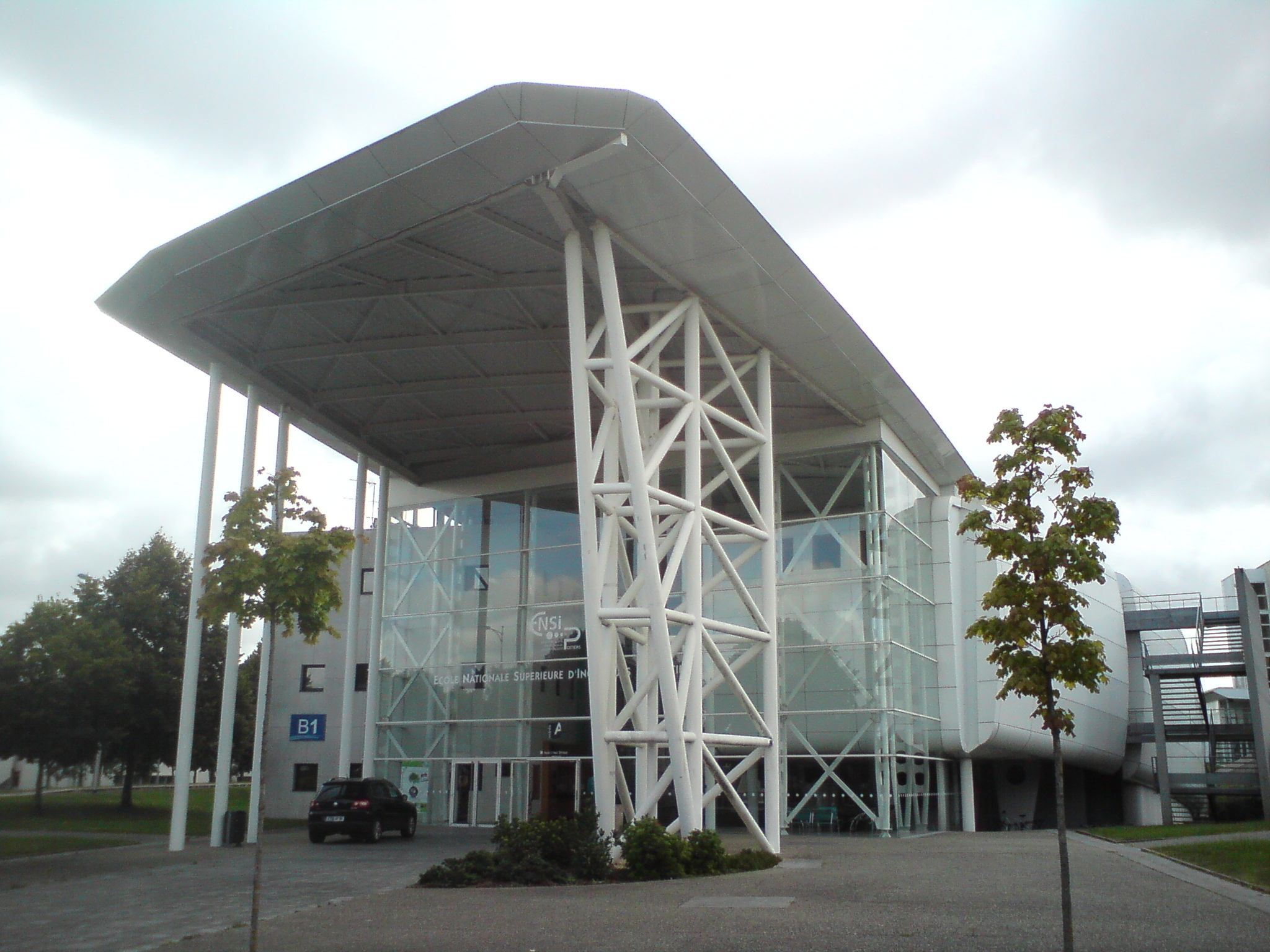
Le bâtiment B1 (ENSIP), lieu où il effectue ses activités de recherche

Bernard Legube, né le 6 décembre 1948, est un universitaire français, docteur en sciences physiques et chercheur à l'IC2MP.

## Biographie
Il effectue sa formation à l'université de Poitiers au sein de l'UER Institut de sciences et techniques de Poitiers qui deviendra plus tard l'ENSI Poitiers.
Sa carrière de chercheur à l'Institut de chimie des milieux et matériaux de Poitiers dans le domaine de l'eau l'amène à co-coordonner actuellement le livre l'Analyse de l'eau, qui représente la référence en la matière,. Il écrit d'autres livres dans le domaine de la production de l'eau potable.
Il prend la direction de l'ENSI Poitiers à partir de 2004 et ce jusqu'en 2013. Il devient ensuite président du CUE Limousin Poitou-Charentes.
En 2015, il était le vice-président de IANESCO, un laboratoire d'analyses environnementales dont les initiales signifient Institut d'Analyses et d'Essais en Chimie de l'Ouest et fondé en 1952.
Depuis le début des années 2010, il préside le consortium pour le développement de l'USTH (French-Vietnamese University in Hanoï).
Il préside depuis 2015 le conseil scientifique de l’Agence de l'eau Adour-Garonne.

## Ouvrages
- Jean Rodier, Bernard Legube et Nicole Merlet, L'analyse de l'eau, Dunod, 2016 (lire en ligne), p. 1600
- Bernard Legube, Production d'eau potable. Filières et procédés de traitement, Dunod, 201 (lire en ligne), p. 432